# Šumavské Hoštice
Šumavské Hoštice è un comune della Repubblica Ceca facente parte del distretto di Prachatice, in Boemia Meridionale.